# ホルムル
ホルムル（Holmul）は、グアテマラのペテン県東部にある古代マヤ遺跡。

## 遺跡
ホルムル遺跡はグアテマラのペテン県東部、ベリーズ国境近くのホルムル川の川岸に位置する。
ホルムルは多数の神殿、天文観測所、球戯場などの建造物があるが、今のところ復元されていないため、観光客にとって見るべきものはない。
1910年から翌年にかけて、レイモンド・マーウィンの率いるピーボディ考古学・民族学博物館によってホルムルの発掘が行われ、この調査を元にしてマヤの土器がはじめて編年された。ホルムルの土器はI期からV期までに分けられ、I期は先古典期後期（いわゆる原古典期、西暦150-250年ごろ）、V期は古典期後期に属する。ホルムルV期の彩色土器はさまざまな都市の支配者層の墓から発見されている。古典期後期の土器に見られる踊る人の図像はホルムル・ダンサーとして知られる。
2000年以降、フランシスコ・エストラーダ・ベリによってホルムルとその周辺の発掘調査が行われている。この調査では紀元前1000年にさかのぼる土器が発見された。2013年に全長8メートル・高さ2メートルのよく保存されたフリーズが発見された。このフリーズから、ホルムルが蛇王国（カラクムル）に従属していたことが明らかになった。